# Martin Cattalini
Martin Peter Cattalini (Fremantle, 4 ottobre 1973) è un ex cestista australiano con cittadinanza italiana.

## Carriera
Con l'Australia ha disputato due edizioni dei Giochi olimpici (Sydney 2000, Atene 2004).